# 和田充夫
和田 充夫（わだ みつお、1944年6月27日 - ）は、日本の経営学者。慶應義塾大学名誉教授。リレーションシップ・マーケティングが専門。

## 経歴
東京都生まれ。1963年慶應義塾高等学校卒業。1967年慶應義塾大学経済学部卒業。1972年米国ミシガン州立大学より経営学修士（MBA）の学位を取得。
1972年米国ペンシルベニア州立大学経営学部博士課程入学、研究助手、教育助手。1977年同大学より経営学博士（Ph.D.）の学位を取得。同年慶應義塾大学専任講師。
1980年慶應義塾大学大学院経営管理研究科助教授。のち教授。2000年日本消費者行動研究学会会長。2006年名誉教授、関西学院大学商学部教授。2013年退職。

## 著書
- 『ブランド・ロイヤルティ・マネジメント』同文館出版 1984
- 『小売業のエリア・マネジメント』同文館出版 1987
- 『小売企業の経営革新』誠文堂新光社 1989
- 『MBA-アメリカのビジネス・エリート』講談社現代新書 1991
- 『関係性マーケティングの構図 マーケティング・アズ・コミュニケーション』有斐閣 1998
- 『関係性マーケティングと演劇消費 熱烈ファンの創造と維持の構図』ダイヤモンド社 1999
- 『ブランド価値共創』同文舘出版 2002

### 共編著
- 『リーダー企業の興亡 運命か、戦略の失敗か』オールウェイズ研究会編 青井倫一,矢作恒雄,嶋口充輝共著 ダイヤモンド社 1989
- 『グローバル企業の日本戦略』吉原英樹,石田英夫,古川公成,高木晴夫,鈴木貞彦共著 講談社 1990
- 『レジャービジネスの経営診断 「遊」空間のマーケティング』編 日本経済新聞社 1992
- 『マーケティング戦略』恩蔵直人,三浦俊彦共著 有斐閣アルマ 1996
- 『2010年「小売維新」 自由化,高齢化,情報化で小売業は変わる』小売経営研究会共編著 中央経済社 1999
- 『マーケティング・リボリューション 理論と実践のフロンティア』新倉貴士共編 有斐閣 2004
- 『マーケティング用語辞典』日本マーケティング協会共編 日本経済新聞社 日経文庫 2005
- 『地域ブランド・マネジメント』電通abic project 編 菅野佐織,徳山美津恵,長尾雅信,若林宏保共著 有斐閣 2009
- 『宝塚ファンから読み解く超高関与消費者へのマーケティング』編著 有斐閣 2015

### 翻訳
- フィリップ・コトラー『マーケティング原理 戦略的アプローチ』上原征彦共訳 ダイヤモンド社 1983
- フィリップ・コトラー,ゲイリー・アームストロング『マーケティング原理 戦略的行動の資本と実践 新版』青井倫一共訳 ダイヤモンド社 1995
- ロバート・D.バゼル, ブラドレイ・T.ゲイル『新PIMSの戦略原則 業績に結びつく戦略要素の解明』八七戦略研究会共訳 ダイヤモンド社 1988
- フィリップ・コトラー, ゲイリー・アームストロング『マーケティング原理 基礎理論から実践戦略まで』監訳 ダイヤモンド社 2003